# Frea (geslacht)
Frea is een kevergeslacht uit de familie van de boktorren (Cerambycidae). De wetenschappelijke naam van het geslacht werd voor het eerst geldig gepubliceerd in 1858 door Thomson.

## Soorten
Frea omvat de volgende soorten:
- Frea aedificatoria (Hintz, 1910)
- Frea albicans Breuning, 1962
- Frea albomarmoratoides Breuning, 1979
- Frea albovittata Breuning, 1935
- Frea annulata Chevrolat, 1858
- Frea annulicornis Breuning, 1942
- Frea assimilis Breuning, 1935
- Frea barbertoni (Distant, 1898)
- Frea bimaculata Breuning, 1942
- Frea bituberculata Breuning, 1964
- Frea bituberculipennis Breuning, 1969
- Frea capensis Breuning, 1938
- Frea comorensis Breuning, 1948
- Frea conradti Breuning, 1965
- Frea flava Breuning, 1935
- Frea flavolineata Breuning, 1942
- Frea flavomarmorata Breuning, 1935
- Frea flavovittata Breuning, 1935
- Frea fusca Breuning, 1961
- Frea girardi Breuning, 1978
- Frea gnathoenioides Breuning, 1953
- Frea griseomaculata Breuning, 1935
- Frea interruptelineata Breuning, 1948
- Frea irrorata (Jordan, 1894)
- Frea ivorensis Breuning, 1967
- Frea lata Breuning, 1935
- Frea latevittata Breuning, 1970
- Frea lineata (Hintz, 1913)
- Frea lundbladi Breuning, 1935
- Frea mabokensis Breuning, 1970
- Frea maculata Hintz, 1912
- Frea paralbicans Breuning, 1979
- Frea plurifasciculata Breuning, 1970
- Frea rosacea Breuning, 1935
- Frea rufina Breuning, 1977
- Frea schoutedeni Breuning, 1935
- Frea siczac Breuning, 1938
- Frea similis Breuning, 1977
- Frea tanganyicae Breuning, 1955
- Frea tuberculata Aurivillius, 1910
- Frea unifasciata (Thomson, 1858)
- Frea unifuscovittata Breuning, 1967
- Frea unipunctata Breuning, 1942
- Frea virgata (Quedenfeldt, 1882)
- Frea albolineata (Aurivillius, 1910)
- Frea subcostata Kolbe, 1891
- Frea sublineatoides Breuning, 1962
- Frea albomarmorata Breuning, 1935
- Frea basalis Jordan, 1894
- Frea brevicornis (Gahan, 1898)
- Frea brunnea Breuning, 1954
- Frea castaneomaculata Aurivillius, 1908
- Frea cincta Jordan, 1903
- Frea circumscripta Hintz, 1912
- Frea congoana Breuning, 1935
- Frea curta (Chevrolat, 1858)
- Frea flavicollis (Aurivillius, 1915)
- Frea flavomaculata Breuning, 1956
- Frea flavoscapulata Fairmaire, 1897
- Frea flavosparsa Aurivillius, 1914
- Frea floccifera Quedenfeldt, 1885
- Frea grisescens Aurivillius, 1922
- Frea haroldi (Quedenfeldt, 1883)
- Frea holobrunnea Breuning, 1970
- Frea humeralis Kolbe, 1893
- Frea humeraloides Breuning, 1969
- Frea jaguarita (Chevrolat, 1855)
- Frea jaguaritoides Breuning, 1977
- Frea johannae (Gahan, 1890)
- Frea kinduensis Breuning, 1935
- Frea laevepunctata Thomson, 1858
- Frea maculicornis Thomson, 1858
- Frea marmorata Gerstaecker, 1871
- Frea marshalli Breuning, 1935
- Frea mirei Breuning, 1967
- Frea mniszechii (Thomson, 1858)
- Frea nigrohumeralis Breuning, 1953
- Frea nigrovittata Breuning, 1935
- Frea nyassana Aurivillius, 1914
- Frea pilosa Breuning, 1938
- Frea proxima Breuning, 1938
- Frea puncticollis Jordan, 1903
- Frea senilis (White, 1858)
- Frea sparsa (Klug, 1833)
- Frea sparsilis Jordan, 1894
- Frea strandiella Breuning, 1935
- Frea taverniersi Breuning, 1973
- Frea unicolor Breuning, 1938
- Frea vadoni Breuning, 1980
- Frea vagemarmorata Breuning, 1949
- Frea vermiculata Kolbe, 1893
- Frea viossati Adlbauer, 1994
- Frea zambesiana Hintz, 1912